# S:t Botvids gymnasium

S:t Botvids gymnasium är en kommunal gymnasieskola belägen i norra Botkyrka kommun.
Skolan öppnade 1982 under namnet Botvidsgymnasiet och erbjöd då främst yrkestekniska linjer. Idag har skolan nationella program för alla sektorer, språkintroduktion samt yrkesintroduktion. År 2000 flyttade skolan från Slagsta till nya lokaler i Hallunda och ändrade samtidigt namn till nuvarande S:t Botvids Gymnasium. Skolan är mest känd för sin inriktning i nycirkus för estetiska programmet. Utbildningen har riksintag och drivs i samarbete med Cirkus Cirkör.  
Bland skolans alumner märks Dogge Doggelito, Ibrahim Baylan, Muharrem Demirok och Linda Nordin.